# 円太郎バス

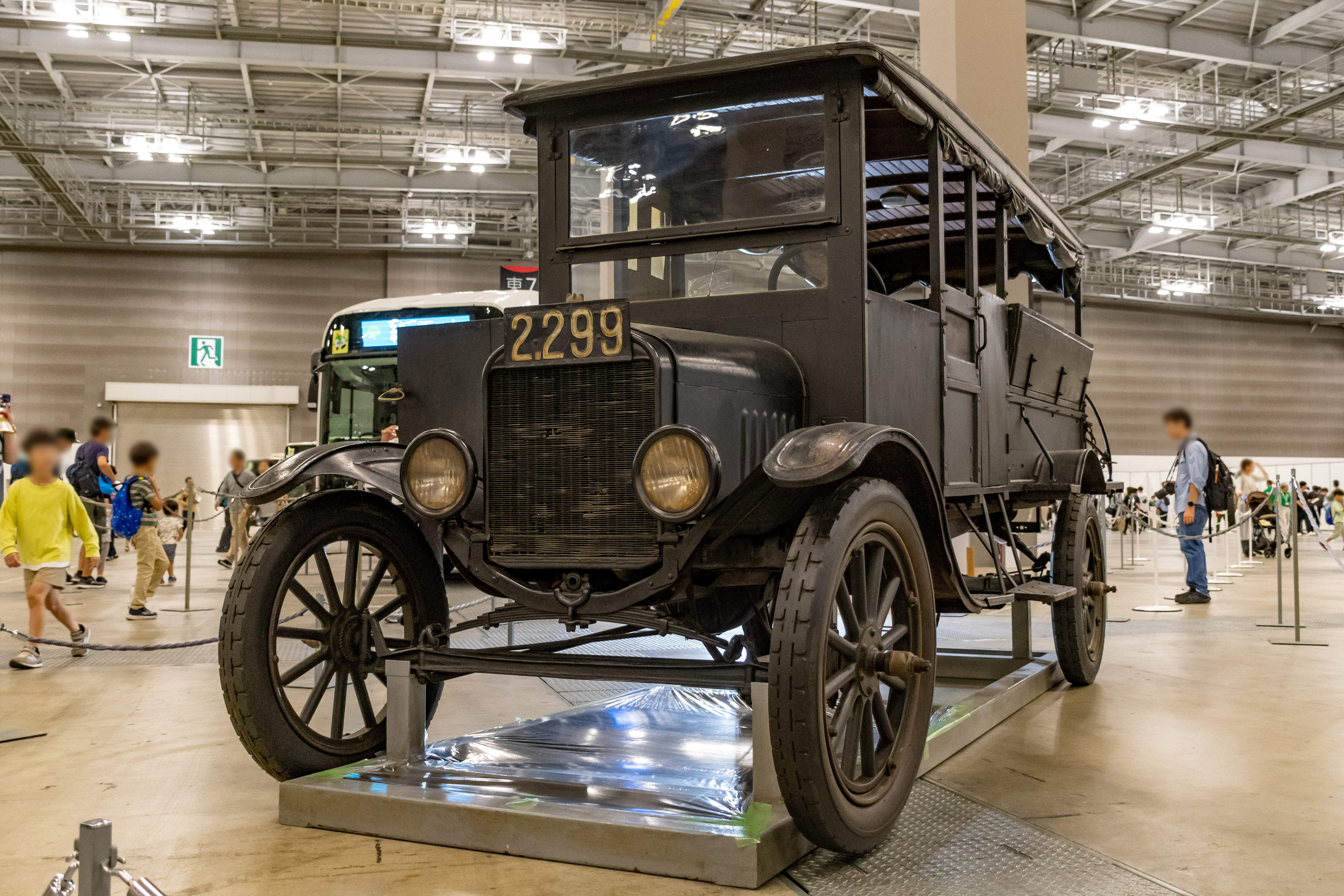
円太郎バス（「バスまつり2024」で展示）

円太郎バス（えんたろうバス）は、1923年（大正12年）の関東大震災に伴う路面電車網被災後の市内輸送補充策として東京市が応急に導入したバス。都営バスの源流となった。
フォード・モデルT（T型フォード）のトラックモデルであるフォード・モデルTTのシャーシを使用して急造された。
「円太郎バス」は通称であり、その粗末さから明治時代の乗合馬車の愛称である「円太郎馬車」になぞらえ呼ばれるようになった。
車両は、2024年現在1台のみ現存している。

## 概要
1923年9月1日、東京一帯は関東大震災に見舞われ、市内交通網が寸断された。特に、当時すでに市民の重要な足となっていた市電網は壊滅的な被害を受け、復旧の見通しが立たなかった。
市電を運営管理していた東京市電気局は、市電が復旧するまでの代替策としてバスの導入を決定。納期を早めるため、当時世界最大規模で大量生産されていたアメリカ合衆国・フォード社のT型車に着目、そのトラック用バージョンであるTT型シャーシ（20HPエンジン付き）を1,000台（最終的に発注台数は800台）発注。最低限の簡易なバスボディを別途国内で製造して、シャーシに架装する手法を採ることとした。こうして生まれたバスが円太郎バスである。
わずか11人乗りの急造バスで、当初は屋根と最低限の囲い、車内ベンチを設けたのみ、背の低い当時の日本人乗客でも頭をかがめなければ乗りこめないような車体であった。側面や後部の窓ガラスがなく、雨天時には幌を張るような粗末さで、「（シャーシが日本に送られてきたときの）梱包の木箱を解体して車体の材料に使った」などという風聞までささやかれた。それでも小さい車体は震災で寸断された市中を走り回るには好都合であったこともあり、市民の貴重な交通機関となった。

## 名前の由来

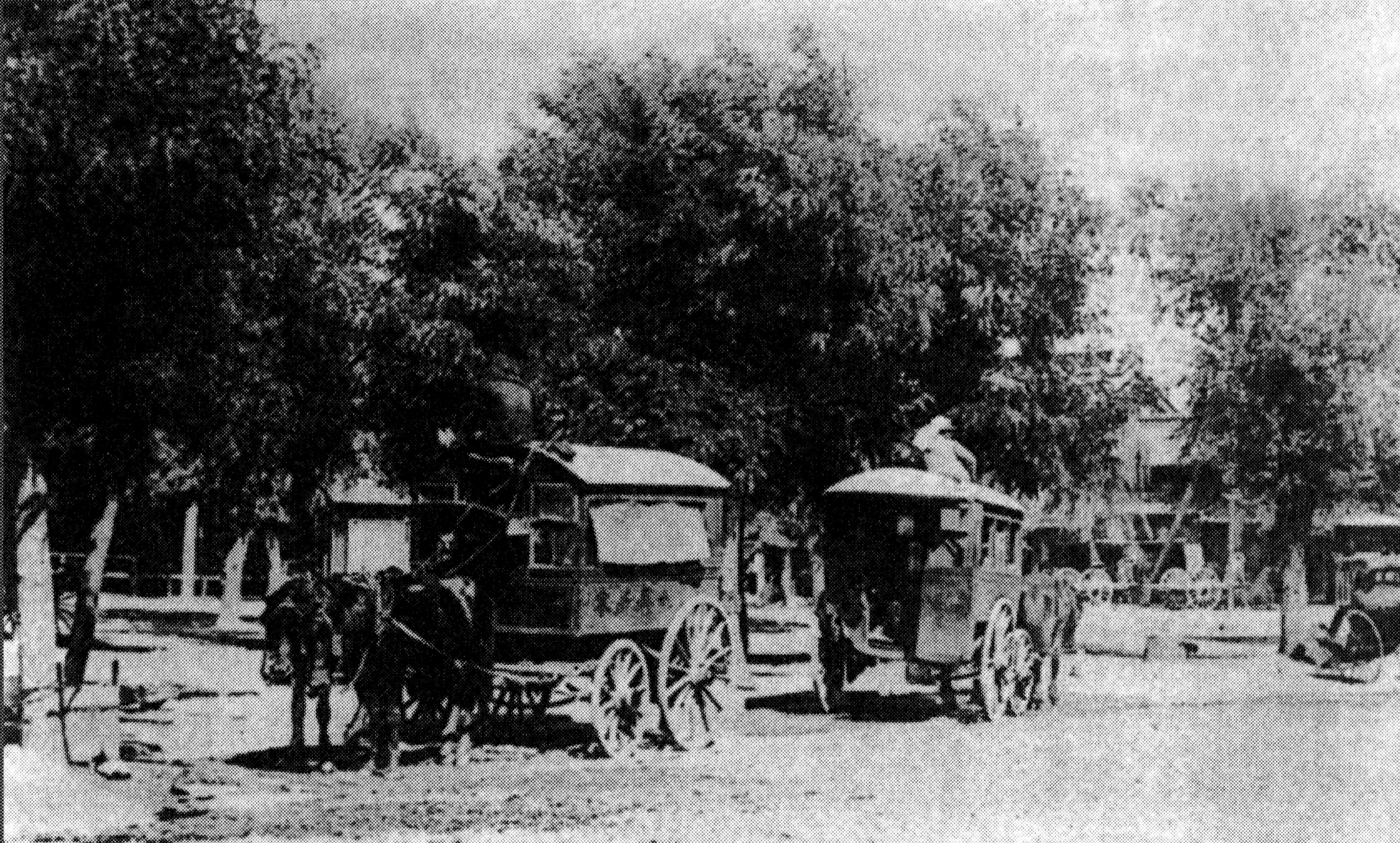
明治時代の乗合馬車

トラックシャーシを流用したバスは腰高であり、シルエットが明治時代の乗合馬車に似通っていた。乗り心地も困ったことに馬車並みに酷かった。明治時代の乗合馬車は通称、円太郎馬車と呼ばれていた。円太郎とは落語家4代目橘家圓太郎（1845―1898）から来ている。それをもじって関東大震災後の間に合わせの東京市営バスも次第に円太郎バスと呼ばれるようになった。

## 運用
フォードの協力もあり、シャーシの第一便は1923年内に日本に来着。円太郎バスは震災後わずか4か月後の翌1924年（大正13年）1月から運行された。当初は2系統であったが、年末までに800両が揃い計20系統で運用された。路面電車運転士などが緊急に自動車免許を取得、運行に当たった。小型ということもあって車掌の乗務は省略され、結果的にバスのワンマン運転としては日本でも早い事例になった。
路面電車の復旧進行に伴い、バスの運行は縮小されていくはずであったが、震災前から「東京名物満員電車」と呼ばれたほどに路面電車の輸送力が逼迫しており、東京市民からは新たな交通機関であるバス輸送の存続が希望された。そのため、東京市では円太郎バスのフォードTTに、より本格的なバスボディの架装を施して居住性を改善したほか、当時の標準であった車掌乗務も実施し、更に新しく大型のバスを増やすなどの対策に取り組み、21世紀初頭における都営バスにまで連なるバス輸送の源流となった。

## 意義と保存
急造とはいえ大量導入されたバスは、日本でも公共交通機関として十分に機能することを証明することとなり、後年、日本各地の都市で路線バスが運行される契機となった。こうした背景が評価され、1955年より円太郎バスは交通博物館で保存されることとなった。
保存個体は、大正末期に東京市内小石川の肢体不自由児施設「柏学園」に払い下げられ、園児の送迎に用いられていたため、原型から大きな改造を受けずに太平洋戦争後まで残ったもので、柏学園から交通博物館に寄贈された。
2006年に交通博物館が閉館した後、2007年からは鉄道博物館の所蔵として東京都交通局が西高島平駅倉庫に非公開で保管している。ただし、2011年に江戸東京博物館で開催された「東京の交通100年博」や、2024年に東京ビッグサイトで開催された「バスまつり2024」など、イベントで一般公開されることもある。
同車は2008年に機械遺産28番に認定された。加えて2020年には自動車としては初めて重要文化財に指定されている。
- 左側面
- 右側面
- 後方
- 客室部分
- 旧交通博物館で展示されていた円太郎バス（2006年）
- 差動ギアケース